# Hipparchia maritima
Hipparchia maritima är en fjärilsart som beskrevs av Rostagno 1911. Hipparchia maritima ingår i släktet Hipparchia och familjen praktfjärilar. Inga underarter finns listade i Catalogue of Life.